# 911. pr. Kr.
◄ | 11. stoljeće pr. Kr. | 10. stoljeće pr. Kr. | 9. stoljeće pr. Kr. | ►
◄ | 940-ih pr. Kr. | 930-ih pr. Kr. | 920-ih pr. Kr. | 910-ih pr. Kr. | 900-ih pr. Kr. | 890-ih pr. Kr. | 880-ih pr. Kr. | ►
◄◄ | ◄ | 914. pr. Kr. | 913. pr. Kr. | 912. pr. Kr. | 911 pr. Kr. | 910. pr. Kr. | 909. pr. Kr. | 908. pr. Kr. | ► | ►►
Astronomija

## Događaji
- Adadninari II. nasljeđuje na asirijskom prijestolju kralja Ašurdana II.
- Adadninari II., kralj Asirije ratuje protiv babilonskog kralja Šamašmudamika i pobjeđuje ga.